# Paroedura homalorhina
Paroedura homalorhina — вид геконоподібних ящірок родини геконових (Gekkonidae). Ендемік Мадагаскару.

## Поширення й екологія
Paroedura homalorhina мешкають у заповіднику Анкарана на півночі острова Мадагаскар, а також у масиві Наморока на заході острова. Вони живуть у сухих тропічних лісах, що ростуть серед карстових скель, а також поселяються в печерах. Зустрічаються на висоті до 300 м над рівнем моря.